# Forest Gate

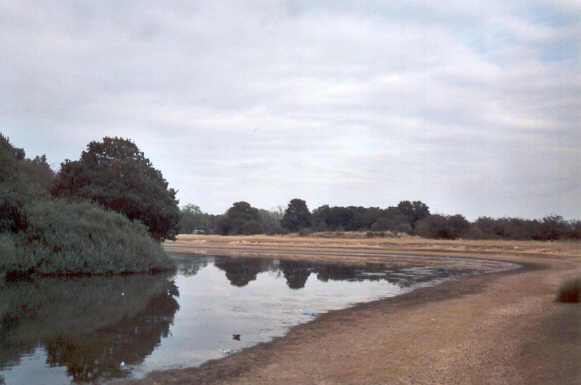
Cảnh ở ranh giới của Forest Gate

Forest Gate là một vùng dân cư tại Khu Newham của Luân Đôn.
Forest Gate có nhiều tổ chức âm nhạc và diễn xuất. Trong nhiều năm, đây là nhà của Viện Tonic Sol-Fa, nơi đào tạo ra rất nhiều nghệ sĩ chơi nhạc mà không phải học qua ký âm tiêu chuẩn.